# Élections législatives de 2017 dans le Gers
Les élections législatives françaises de 2017 se déroulent les 11 et 18 juin 2017. Dans le département du Gers, deux députés sont à élire dans le cadre de deux circonscriptions.

## Élus
| Circonscription                                 | Député sortant   | Parti | Parti | Député élu ou réélu | Parti | Parti |
| ----------------------------------------------- | ---------------- | ----- | ----- | ------------------- | ----- | ----- |
| 1re                                             | Philippe Martin* |       | PS    | Jean-René Cazeneuve |       | LREM  |
| 2e                                              | Gisèle Biémouret |       | PS    | Gisèle Biémouret    |       | PS    |
| * député sortant ne se représentant pas en 2017 |                  |       |       |                     |       |       |

## Contexte

### Rappel des résultats départementaux des élections de 2012
| Parti          | Parti                             | Premier tour | Premier tour | Second tour | Second tour | Sièges |
| Parti          | Parti                             | Voix         | %            | Voix        | %           | Sièges |
| -------------- | --------------------------------- | ------------ | ------------ | ----------- | ----------- | ------ |
|                | Parti socialiste                  | 42 677       | 47,49        | 24 937      | 59,38       | 2      |
|                | Europe Écologie Les Verts         | 3 248        | 3,61         |             |             | 0      |
|                | Majorité présidentielle           | 45 925       | 51,11        | 24 937      | 59,38       | 2      |
|                |                                   |              |              |             |             |        |
|                | Union pour un mouvement populaire | 18 764       | 20,88        | 17 060      | 40,62       | 0      |
|                | Parti radical                     | 6 558        | 7,30         |             |             | 0      |
|                | Divers droite dont DLR et PCD     | 1 107        | 1,23         | 0           |             |        |
|                | Nouveau centre                    | 1 004        | 1,12         | 0           |             |        |
|                | Droite parlementaire              | 27 433       | 30,53        | 17 060      | 40,62       | 0      |
|                |                                   |              |              |             |             |        |
|                | Front national                    | 9 137        | 10,17        |             |             | 0      |
|                | Front de gauche                   | 5 101        | 5,68         | 0           |             |        |
|                | Extrême gauche dont LO et NPA     | 1 287        | 1,43         | 0           |             |        |
|                | Mouvement démocrate               | 645          | 0,72         | 0           |             |        |
|                | Alliance écologiste indépendante  | 334          | 0,37         | 0           |             |        |
|                |                                   |              |              |             |             |        |
| Inscrits       | Inscrits                          | 143 808      | 100,00       | 70 130      | 100,00      | 2      |
| Abstentions    | Abstentions                       | 51 812       | 36,03        | 26 181      | 37,33       |        |
| Votants        | Votants                           | 91 996       | 63,97        | 43 949      | 62,67       |        |
| Blancs et nuls | Blancs et nuls                    | 2 134        | 2,32         | 1 952       | 4,44        |        |
| Exprimés       | Exprimés                          | 89 862       | 97,68        | 41 997      | 95,56       |        |

### Résultats de l'élection présidentielle de 2017 par circonscription
| Circonscription | 1er tour | 1er tour | 1er tour | 1er tour  |         | 2d tour | 2d tour |
| Circonscription | Macron   | Le Pen   | Fillon   | Mélenchon | Macron  | Le Pen  |         |
| --------------- | -------- | -------- | -------- | --------- | ------- | ------- | ------- |
| Circonscription |          |          |          |           |         |         |         |
| 1re             | 24,14 %  | 18,62 %  | 16,8 %   | 20,59 %   | 68,98 % | 31,02 % |         |
| 2e              | 22,65 %  | 20,82 %  | 19,15 %  | 18,29 %   | 64,78 % | 35,22 % |         |

## Résultats

### Résultats à l'échelle du département
|                                          |                                      |                           |                           |                          |                          |
|                                          |                                      | Premier tour 11 juin 2017 | Premier tour 11 juin 2017 | Second tour 18 juin 2017 | Second tour 18 juin 2017 |
|                                          |                                      |                           |                           |                          |                          |
|                                          |                                      | Nombre                    | % des inscrits            | Nombre                   | % des inscrits           |
| Inscrits                                 | Inscrits                             | 145 005                   | 100,00                    | 145 005                  | 100,00                   |
| Abstentions                              | Abstentions                          | 61 621                    | 42,50                     | 71 505                   | 49,31                    |
| Votants                                  | Votants                              | 83 384                    | 57,50                     | 73 500                   | 50,69                    |
|                                          |                                      |                           | % des votants             |                          | % des votants            |
| Bulletins blancs                         | Bulletins blancs                     | 1 635                     | 1,96                      | 6 837                    | 9,30                     |
| Bulletins nuls                           | Bulletins nuls                       | 731                       | 0,88                      | 3 399                    | 4,62                     |
| Suffrages exprimés                       | Suffrages exprimés                   | 81 018                    | 97,16                     | 63 264                   | 86,07                    |
|                                          |                                      |                           |                           |                          |                          |
| Étiquette politique                      | Étiquette politique                  | Voix                      | % des exprimés            | Voix                     | % des exprimés           |
|                                          |                                      |                           |                           |                          |                          |
|                                          | La République en marche              | 23 333                    | 28,80                     | 34 134                   | 53,95                    |
|                                          | Parti socialiste                     | 14 133                    | 17,44                     | 29 130                   | 46,05                    |
|                                          | Front national                       | 9 247                     | 11,41                     |                          |                          |
|                                          | La France insoumise                  | 9 016                     | 11,13                     |                          |                          |
|                                          | Union des démocrates et indépendants | 6 437                     | 7,95                      |                          |                          |
|                                          | Divers droite                        | 4 702                     | 5,80                      |                          |                          |
|                                          | Les Républicains                     | 3 998                     | 4,93                      |                          |                          |
|                                          | Écologiste                           | 2 814                     | 3,47                      |                          |                          |
|                                          | Divers                               | 2 371                     | 2,93                      |                          |                          |
|                                          | Divers gauche                        | 2 259                     | 2,79                      |                          |                          |
|                                          | Parti communiste français            | 1 786                     | 2,20                      |                          |                          |
|                                          | Extrême gauche                       | 497                       | 0,61                      |                          |                          |
|                                          | Debout la France                     | 425                       | 0,52                      |                          |                          |
| Source : Ministère de l'Intérieur - Gers |                                      |                           |                           |                          |                          |

### Résultats par circonscription

#### Première circonscription
Député sortant : Philippe Martin (Parti socialiste).
|                                                                      |                                                                              |                           |                           |                          |                          |
|                                                                      |                                                                              | Premier tour 11 juin 2017 | Premier tour 11 juin 2017 | Second tour 18 juin 2017 | Second tour 18 juin 2017 |
|                                                                      |                                                                              |                           |                           |                          |                          |
|                                                                      |                                                                              | Nombre                    | % des inscrits            | Nombre                   | % des inscrits           |
| Inscrits                                                             | Inscrits                                                                     | 73 510                    | 100,00                    | 73 503                   | 100,00                   |
| Abstentions                                                          | Abstentions                                                                  | 30 685                    | 41,74                     | 35 926                   | 48,88                    |
| Votants                                                              | Votants                                                                      | 42 825                    | 58,26                     | 37 577                   | 51,12                    |
|                                                                      |                                                                              |                           | % des votants             |                          | % des votants            |
| Bulletins blancs                                                     | Bulletins blancs                                                             | 799                       | 1,87                      | 3 568                    | 9,50                     |
| Bulletins nuls                                                       | Bulletins nuls                                                               | 353                       | 0,82                      | 1 717                    | 4,57                     |
| Suffrages exprimés                                                   | Suffrages exprimés                                                           | 41 673                    | 97,31                     | 32 292                   | 85,94                    |
|                                                                      |                                                                              |                           |                           |                          |                          |
| Candidat Étiquette politique (partis et alliances)                   | Candidat Étiquette politique (partis et alliances)                           | Voix                      | % des exprimés            | Voix                     | % des exprimés           |
|                                                                      |                                                                              |                           |                           |                          |                          |
|                                                                      | Jean-René Cazeneuve La République en marche                                  | 13 749                    | 32,99                     | 19 133                   | 59,25                    |
|                                                                      | Francis Dupouey Parti socialiste (Parti radical de gauche)                   | 7 076                     | 16,98                     | 13 159                   | 40,75                    |
|                                                                      | Christophe Terrain Union des démocrates et indépendants (Les Républicains)   | 6 437                     | 15,45                     |                          |                          |
|                                                                      | Pascal Pénétro La France insoumise                                           | 5 186                     | 12,44                     |                          |                          |
|                                                                      | Nathalie Pierreisnard Front national                                         | 4 488                     | 10,77                     |                          |                          |
|                                                                      | Sylviane Baudois Europe Écologie Les Verts                                   | 1 675                     | 4,02                      |                          |                          |
|                                                                      | Romain Duport Divers (Mouvement 100 % - Libres et Indépendants pour le Gers) | 1 283                     | 3,08                      |                          |                          |
|                                                                      | Annabelle Skowronek Parti communiste français                                | 806                       | 1,93                      |                          |                          |
|                                                                      | Benoît Matharan Divers (Union populaire républicaine)                        | 545                       | 1,31                      |                          |                          |
|                                                                      | Jean-Louis Chareton Lutte ouvrière                                           | 263                       | 0,63                      |                          |                          |
|                                                                      | Vivien Perez Debout la France                                                | 165                       | 0,40                      |                          |                          |
| Source : Ministère de l'Intérieur - Première circonscription du Gers |                                                                              |                           |                           |                          |                          |

#### Deuxième circonscription
Député sortant : Gisèle Biémouret (Parti socialiste).
|                                                                      |                                                                                          |                           |                           |                          |                          |
|                                                                      |                                                                                          | Premier tour 11 juin 2017 | Premier tour 11 juin 2017 | Second tour 18 juin 2017 | Second tour 18 juin 2017 |
|                                                                      |                                                                                          |                           |                           |                          |                          |
|                                                                      |                                                                                          | Nombre                    | % des inscrits            | Nombre                   | % des inscrits           |
| Inscrits                                                             | Inscrits                                                                                 | 71 495                    | 100,00                    | 71 502                   | 100,00                   |
| Abstentions                                                          | Abstentions                                                                              | 30 936                    | 43,27                     | 35 579                   | 49,76                    |
| Votants                                                              | Votants                                                                                  | 40 559                    | 56,73                     | 35 923                   | 50,24                    |
|                                                                      |                                                                                          |                           | % des votants             |                          | % des votants            |
| Bulletins blancs                                                     | Bulletins blancs                                                                         | 836                       | 2,06                      | 3 269                    | 9,10                     |
| Bulletins nuls                                                       | Bulletins nuls                                                                           | 378                       | 0,93                      | 1 682                    | 4,68                     |
| Suffrages exprimés                                                   | Suffrages exprimés                                                                       | 39 345                    | 97,01                     | 30 972                   | 86,22                    |
|                                                                      |                                                                                          |                           |                           |                          |                          |
| Candidat Étiquette politique (partis et alliances)                   | Candidat Étiquette politique (partis et alliances)                                       | Voix                      | % des exprimés            | Voix                     | % des exprimés           |
|                                                                      |                                                                                          |                           |                           |                          |                          |
|                                                                      | Christopher Soccio La République en marche                                               | 9 584                     | 24,36                     | 15 001                   | 48,43                    |
|                                                                      | Gisèle Biémouret (députée sortante) Parti socialiste (Parti radical de gauche)           | 7 057                     | 17,94                     | 15 971                   | 51,57                    |
|                                                                      | Thomas Guasch Front national                                                             | 4 759                     | 12,10                     |                          |                          |
|                                                                      | Michel Gabas Divers droite (Union pour le Gers)                                          | 4 620                     | 11,74                     |                          |                          |
|                                                                      | Barbara Neto Les Républicains (Union des démocrates et indépendants)                     | 3 998                     | 10,16                     |                          |                          |
|                                                                      | Myriam Rimbert La France insoumise                                                       | 3 830                     | 9,73                      |                          |                          |
|                                                                      | Jean-Luc Davezac Divers gauche                                                           | 2 050                     | 5,21                      |                          |                          |
|                                                                      | Jean-Paul Dugoujon Europe Écologie Les Verts                                             | 1 139                     | 2,89                      |                          |                          |
|                                                                      | Bruno Gabriel Parti communiste français                                                  | 980                       | 2,49                      |                          |                          |
|                                                                      | Bruno Dienot Debout la France                                                            | 260                       | 0,66                      |                          |                          |
|                                                                      | Michèle Martin Lutte ouvrière                                                            | 234                       | 0,59                      |                          |                          |
|                                                                      | Suzanne Vivant Divers (Union populaire républicaine)                                     | 221                       | 0,56                      |                          |                          |
|                                                                      | Cédric Davant Écologiste (Mouvement 100 %)                                               | 217                       | 0,55                      |                          |                          |
|                                                                      | Franck Walter Divers gauche (Union des démocrates et des écologistes - Parti écologiste) | 209                       | 0,53                      |                          |                          |
|                                                                      | Jérémy Collot Divers (Parti pirate)                                                      | 105                       | 0,27                      |                          |                          |
|                                                                      | Jacqueline Deneuve Divers droite (Résistons)                                             | 82                        | 0,21                      |                          |                          |
| Source : Ministère de l'Intérieur - Deuxième circonscription du Gers |                                                                                          |                           |                           |                          |                          |